# Rudoka
Rudoka (mac. Рудока; alb. Maja e Njerit; serb. Велика Рудока, Velika Rudoka) – góra w paśmie Szar Płanina na granicy Kosowa i Macedonii Północnej. Jej wysokość wynosi 2658, 2660 lub 2661 m n.p.m., wybitność 230 m.
Góra bywa podawana jako najwyższy punkt Kosowa (oraz Serbii, jeśli nie uznaje się niepodległości Kosowa). Tradycyjnie za najwyższą górę uznawana jest Gjeravicë (2656 m n.p.m.). Wątpliwości odnośnie do tego, który szczyt jest najwyższy, wynikają m.in. z niepewności którędy dokładnie przebiega granica pomiędzy Kosowem a Macedonią Północną (w szczególności czy przechodzi ona przez wierzchołek Rudoki) oraz braku dokładnych pomiarów wysokości tych szczytów.
Najbliższą wyższą górą jest Titow Wrw, najwyższy szczyt gór Szar Płanina.